# جیمز فنون
جیمز فنون (انگلیسی: Jim Fenlon؛ زادهٔ ۳ مارس ۱۹۹۴) بازیکن فوتبال اهل بریتانیا است.
از باشگاه‌هایی که در آن بازی کرده‌است می‌توان به باشگاه فوتبال ای‌اف‌سی ویمبلدون و باشگاه فوتبال هیز و یدینگ یونایتد اشاره کرد.